# Parque Nacional de Omo

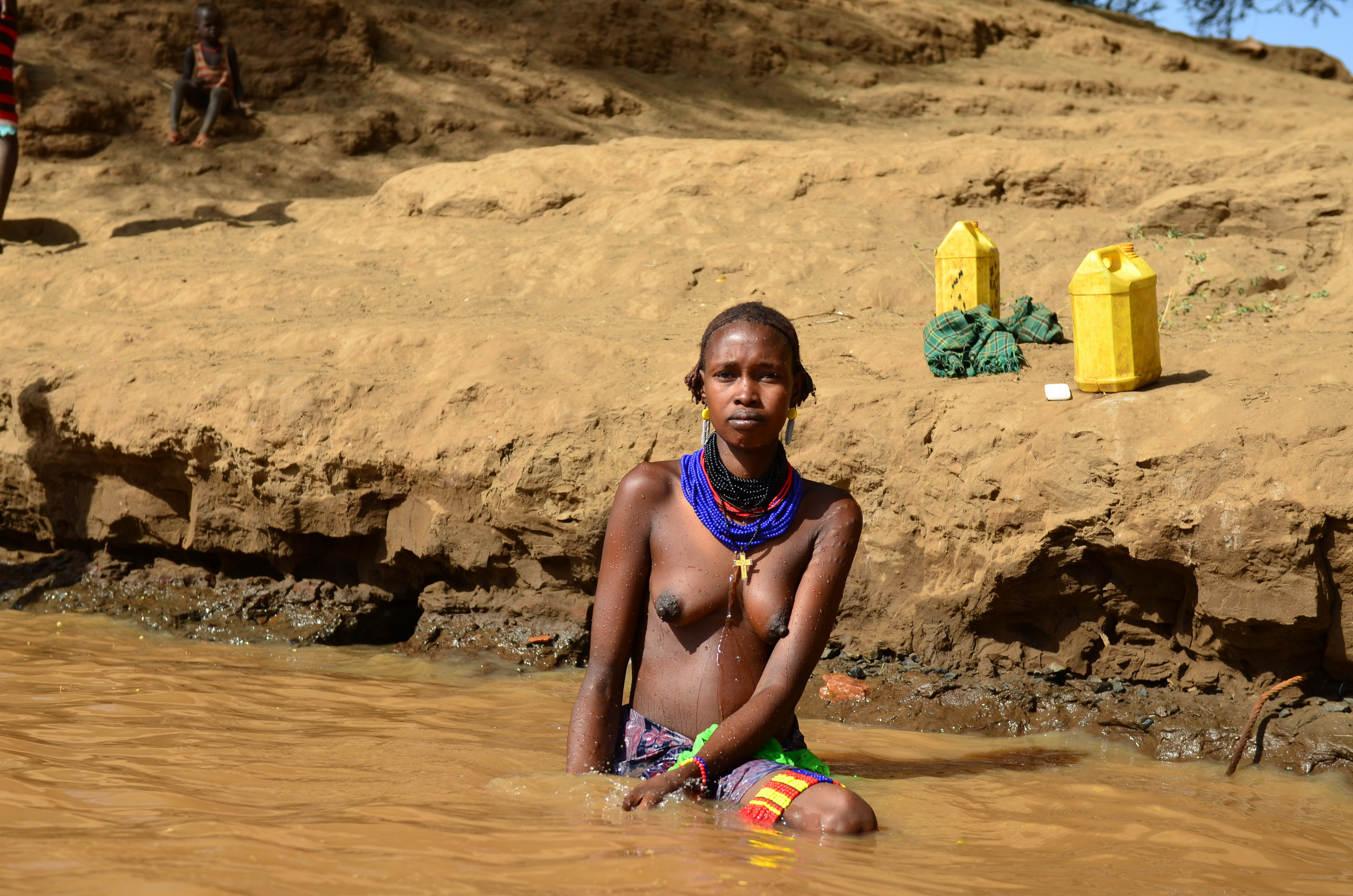
Mulher da tribo de Omorat, se banha no rio Omo, um dos rios mais sujos da África, Etiópia, Parque Nacional de Omo.

O Parque Nacional de Omo é um dos parques nacionais da Etiópia. Localizado na Região das Nações, Nacionalidades e Povos do Sul, na margem oeste do rio Omo, o parque possui área de aproximadamente 4.068 quilômetros quadrados, situando-se cerca de 870 quilômetros a sudoeste de Adis Abeba. Do outro lado do Omo fica o Parque Nacional Mago. Embora uma pista de pouso tenha sido construída recentemente perto de sua sede, no rio Mui, este parque não é facilmente acessível. O Lonely Planet guide Ethiopia and Eritrea descreve o local como "o parque mais remoto da Etiópia".
O Centro de Informação de Walta anunciou em 3 de outubro de 2006 que US$ 1 milhão havia sido alocado para construir "estradas e centros recreativos, bem como vários meios de comunicação" com a intenção de atrair mais visitantes.